# Ecuaciones de Ehrenfest
Las ecuaciones de Ehrenfest (nombradas en honor de Paul Ehrenfest) son ecuaciones que describen cambios en la capacidad calorífica específica y derivados de un volumen específico en transiciones de fase de segundo orden. La relación de Clausius-Clapeyron no tiene sentido para las transiciones de fase de segundo orden, ya que tanto la entropía específica como el volumen específico no cambian en las transiciones de fase de segundo orden.

## Consideración cuantitativa
Las ecuaciones de Ehrenfest son la consecuencia de la continuidad de la entropía específica y el volumen específico v, que son los primeros derivados de la energía libre específica de Gibbs, en las transiciones de fase de segundo orden. Si uno considera la entropía específica en función de la temperatura y la presión, entonces su diferencial es::
```

  

    

      

        
d

        
s

        
=

        

          

            
(

            

              

                

                  
∂

                  
s

                

                

                  
∂

                  
T

                

              

            

            
)

          

          

            
P

          

        

        
d

        
T

        
+

        

          

            
(

            

              

                

                  
∂

                  
s

                

                

                  
∂

                  
P

                

              

            

            
)

          

          

            
T

          

        

        
d

        
P

      

    

    
{\displaystyle ds=\left({\frac {\partial s}{\partial T}}\right)_{P}dT+\left({\frac {\partial s}{\partial P}}\right)_{T}dP}

  

```

mientras
```

  

    

      

        

          

            
(

            

              

                

                  
∂

                  
s

                

                

                  
∂

                  
T

                

              

            

            
)

          

          

            
P

          

        

        
=

        

          

            

              
c

              
p

            

            
T

          

        

        

        

          
y

        

        

        

          

            
(

            

              

                

                  
∂

                  
s

                

                

                  
∂

                  
P

                

              

            

            
)

          

          

            
T

          

        

        
=

        
−

        

          

            
(

            

              

                

                  
∂

                  
v

                

                

                  
∂

                  
T

                

              

            

            
)

          

          

            
P

          

        

      

    

    
{\displaystyle \left({\frac {\partial s}{\partial T}}\right)_{P}={\frac {cp}{T}}\quad {\text{y}}\quad \left({\frac {\partial s}{\partial P}}\right)_{T}=-\left({\frac {\partial v}{\partial T}}\right)_{P}}

  

```

entonces el diferencial de entropía específica también es:
```

  

    

      

        
d

        

          
s

          

            
i

          

        

        
=

        

          
(

          

            

              

                

                  
c

                  

                    
i

                  

                

                
p

              

              
T

            

          

          
)

        

        
d

        
T

        
−

        

          

            
(

            

              

                

                  
∂

                  

                    
v

                    

                      
i

                    

                  

                

                

                  
∂

                  
P

                

              

            

            
)

          

          

            
T

          

        

        
d

        
P

      

    

    
{\displaystyle ds_{i}=\left({\frac {c_{i}p}{T}}\right)dT-\left({\frac {\partial v_{i}}{\partial P}}\right)_{T}dP}

  

```

donde i = 1 y i = 2 son las dos fases que transitan una en otra. Debido a la continuidad de la entropía específica, lo siguiente se mantiene en las transiciones de fase de segundo orden: ds1 = ds2.
Así que,
```

  

    

      

        

          

            
(

            

              
c

              

                
2

                
P

              

            

            
−

            

              
c

              

                
1

                
P

              

            

            
)

            

              
(

              

                

                  

                    
d

                    
T

                  

                  
T

                

              

              
)

            

            
=

            

              
[

              

                

                  

                    
(

                    

                      

                        

                          
∂

                          

                            
v

                            

                              
2

                            

                          

                        

                        

                          
∂

                          
T

                        

                      

                    

                    
)

                  

                  

                    
P

                  

                

                
−

                

                  

                    
(

                    

                      

                        

                          
∂

                          

                            
v

                            

                              
1

                            

                          

                        

                        

                          
∂

                          
T

                        

                      

                    

                    
)

                  

                  

                    
P

                  

                

              

              
]

            

            
d

            
P

          

        

      

    

    
{\displaystyle {\displaystyle (c_{2P}-c_{1P})\left({\frac {dT}{T}}\right)=\left[\left({\frac {\partial v_{2}}{\partial T}}\right)_{P}-\left({\frac {\partial v_{1}}{\partial T}}\right)_{P}\right]dP}}

  

```

Por tanto, la primera ecuación de Ehrenfest es:
```

  

    

      

        
Δ

        

          
c

          

            
P

          

        

        
=

        
T

        
⋅

        
Δ

        

          
(

          

            

              
(

              

                

                  

                    
∂

                    

                      
v

                      

                      

                    

                  

                  

                    
∂

                    
T

                  

                

              

              
)

            

            

              
P

            

          

          
)

        

        
⋅

        

          

            

              
d

              
P

            

            

              
d

              
T

            

          

        

      

    

    
{\displaystyle \Delta c_{P}=T\cdot \Delta \left(\left({\frac {\partial v_{}}{\partial T}}\right)_{P}\right)\cdot {\frac {dP}{dT}}}

  

```

La segunda ecuación de Ehrenfest se obtiene de manera similar, pero la entropía específica se considera como una función de la temperatura y el volumen específico:
```

  

    

      

        
Δ

        

          

            
(

            

              

                

                  
∂

                  

                    
v

                    

                    

                  

                

                

                  
∂

                  
T

                

              

            

            
)

          

          

            
P

          

        

        
=

        
−

        
T

        
⋅

        
Δ

        

          
(

          

            

              
(

              

                

                  

                    
∂

                    

                      
P

                      

                      

                    

                  

                  

                    
∂

                    
T

                  

                

              

              
)

            

            

              
v

            

          

          
)

        

        
⋅

        

          

            

              
d

              
v

            

            

              
d

              
P

            

          

        

      

    

    
{\displaystyle \Delta \left({\frac {\partial v_{}}{\partial T}}\right)_{P}=-T\cdot \Delta \left(\left({\frac {\partial P_{}}{\partial T}}\right)_{v}\right)\cdot {\frac {dv}{dP}}}

  

```

La tercera ecuación de Ehrenfest se obtiene de manera similar, pero la entropía específica se considera como una función de v y P
```
         

  

    

      

        
Δ

        

          

            
(

            

              

                

                  
∂

                  

                    
v

                    

                    

                  

                

                

                  
∂

                  
T

                

              

            

            
)

          

          

            
P

          

        

        
=

        
−

        
T

        
⋅

        
Δ

        

          
(

          

            

              
(

              

                

                  

                    
∂

                    

                      
v

                      

                      

                    

                  

                  

                    
∂

                    
P

                  

                

              

              
)

            

            

              
T

            

          

          
)

        

        
⋅

        

          

            

              
d

              
P

            

            

              
d

              
T

            

          

        

      

    

    
{\displaystyle \Delta \left({\frac {\partial v_{}}{\partial T}}\right)_{P}=-T\cdot \Delta \left(\left({\frac {\partial v_{}}{\partial P}}\right)_{T}\right)\cdot {\frac {dP}{dT}}}

  

                    
```

## Aplicación
Los derivados de la energía libre de Gibbs no siempre son finitos. Las transiciones entre diferentes estados magnéticos de metales no pueden ser descritas por las ecuaciones de Ehrenfest.